# Kenny Baker
Kenneth George Baker, detto Kenny (Birmingham, 24 agosto 1934 – Manchester, 13 agosto 2016), è stato un attore britannico.

## Carriera
Era famoso per il suo ruolo di R2-D2 (o C1-P8 nella versione italiana) nella saga di Guerre stellari, del regista George Lucas. Quando Lucas lo ingaggiò per interpretare la parte di R2-D2 Baker lavorava come intrattenitore al circo e al cabaret con l'animatore Jack Purvis.
Baker, alto 112 cm, appare, infatti, in 6 dei 9 film della saga, in quanto nel terzo episodio della trilogia prequel, Star Wars - Episodio III - La vendetta dei Sith, non prese parte alle riprese del film per questioni di salute ma Lucas volle comunque inserirlo tra i crediti. Ne Il ritorno dello Jedi, oltre al ruolo del piccolo droide interpreta anche l'Ewok Paploo. Avrebbe dovuto interpretare un altro Ewok, Wicket W. Warrick, ma non poté in quanto il giorno delle riprese stava male, e fu sostituito da Warwick Davis. Baker è nuovamente accreditato come R2-D2 anche in Star Wars - Il risveglio della Forza (questa volta come consulente), senza aver mai preso parte fisicamente alle riprese. Il film diretto da J. J. Abrams è uscito nelle sale nel dicembre 2015.
Appare anche in altri film, come The Elephant Man, I banditi del tempo (con Jack Purvis), Amadeus, Labyrinth - Dove tutto è possibile, La bella addormentata e Willow. Verso la fine degli anni novanta, Baker intraprese una breve carriera a teatro partecipando ad alcune commedie. Occasionalmente si è cimentato anche come musicista. Nel luglio del 1997, ad esempio, suonò l'armonica a bocca con la James Coutts Scottish Dance Band.
Dalla moglie Eileen (sposata nel 1970) ha avuto due figli: Christopher e Kevin. La moglie è poi deceduta nel 1993 per un coagulo di sangue.
È morto il 13 agosto 2016 a Manchester dopo una lunga malattia.

## Filmografia parziale

### Cinema
- Guerre stellari (Star Wars), regia di George Lucas (1977)
- L'Impero colpisce ancora (The Empire Strikes Back), regia di Irvin Kershner (1980)
- Flash Gordon, regia di Mike Hodges (1980)
- The Elephant Man, regia di David Lynch (1980)
- I banditi del tempo (Time Bandits), regia di Terry Gilliam (1981)
- Il ritorno dello Jedi (Return of the Jedi), regia di Richard Marquand (1983)
- Amadeus, regia di Miloš Forman (1984)
- Mona Lisa, regia di Neil Jordan (1986)
- Labyrinth - Dove tutto è possibile (Labyrinth), regia di Jim Henson (1986)
- La bella addormentata (Sleeping Beauty), regia di David Irving (1987)
- Willow, regia di Ron Howard (1988)
- Star Wars - Episodio I - La minaccia fantasma (Star Wars: Episode I - The Phantom Menace), regia di George Lucas (1999)
- Star Wars - Episodio II - L'attacco dei cloni (Star Wars: Episode II - Attack of the Clones), regia di George Lucas (2002)
- Star Wars - Episodio III - La vendetta dei Sith (Star Wars: Episode III - Revenge of the Sith), regia di George Lucas (2005)
- Star Wars - Il risveglio della Forza (Star Wars: The Force Awakens), regia di J. J. Abrams (2015)

### Televisione
- Il gobbo di Notre Dame (The Hunchback of Notre Dame), regia di Michael Tuchner – film TV (1982)
- Le cronache di Narnia (The Chronicles of Narnia) – serie TV, episodi 2x03-2x04-2x05 (1989)

## Doppiatori italiani
Nelle versioni in italiano delle opere in cui ha recitato, Kenny Baker è stato doppiato da:
- Franco Latini ne I banditi del tempo
- Francesco Vairano in Amadeus
- Gastone Pescucci ne La bella addormentata
- Enrico Pallini in Amadeus (ridoppiaggio)